# 海軍航空司令部 (韓国海軍)

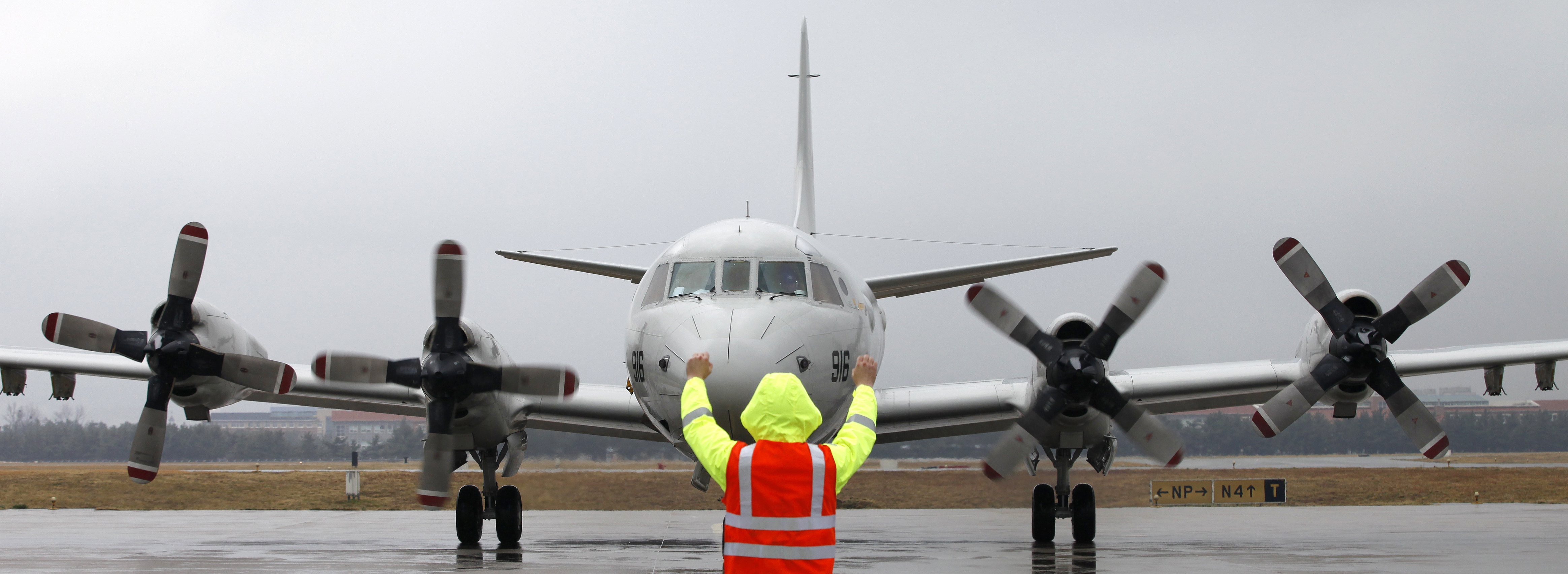
韓国海軍航空司令部のP-3C

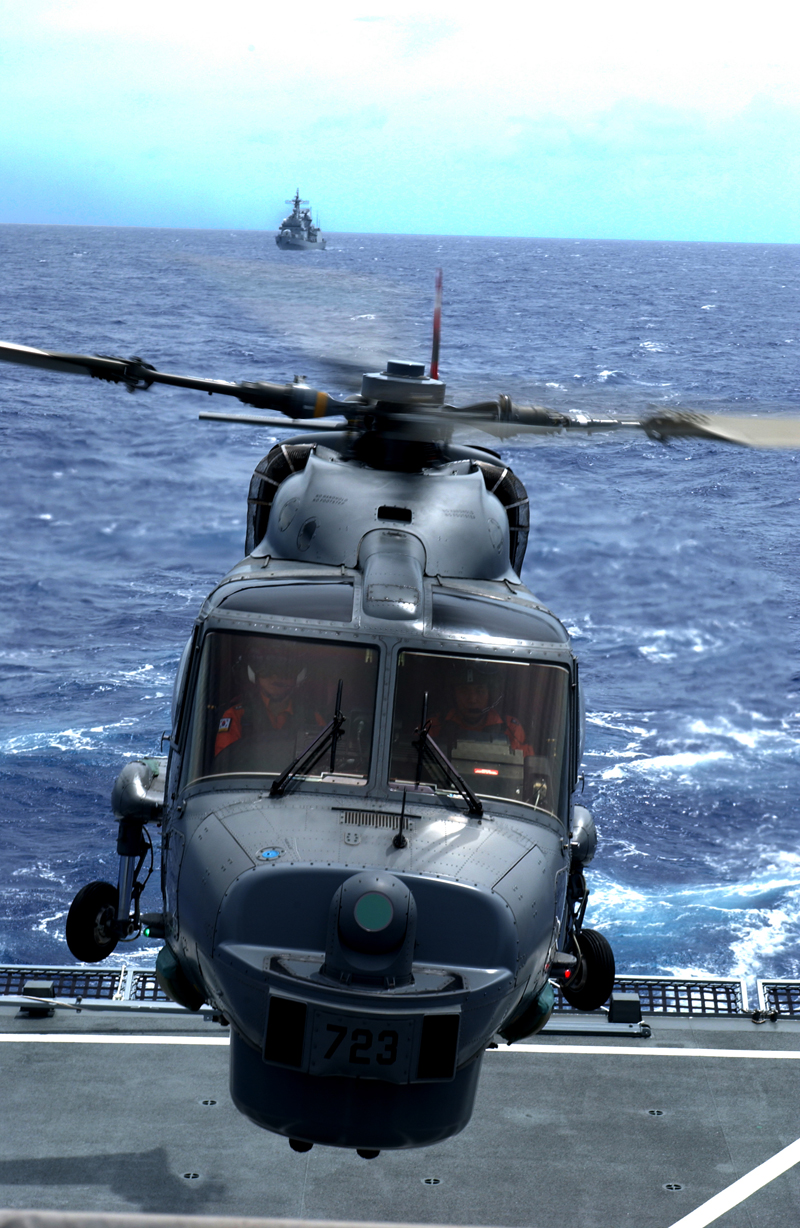
第6航空戦団のアグスタウェストランド リンクス

韓国海軍航空司令部 (해군항공사령부, Naval Air Command)は大韓民国海軍の唯一の航空隊として慶尚北道浦項市浦項慶州空港へ位置している。海軍組織編制で司令部級部隊に該当し、海軍作戦司令部直面する部隊だ。

## 海軍航空隊（統合前）
1951年、朝鮮戦争が一段落されていたその年4月、鎮海海軍基地で初めて組織された航空班で始まった。同年8月にはT-6の改造を通じて大韓民国初の独自の改造航空機である"海鷲号"を就役させた。これは陸軍と空軍の航空機運用の歴史が他国から持ち込んだ航空機から始まったのとは異なる出発だった。1957年7月15日に正式に航空隊が創設された。

## 海兵隊航空隊
1951年、朝鮮戦争が休戦で一段落した後、海兵隊は航空隊を含む上陸師団創設を計画し、パイロットなど航空人材養成に乗り出した。1958年3月1日、計8機の航空機を元に第1上陸師団航空観測隊を創設したのがその始まりだ。大韓民国の初の国外派兵航空部隊として1955年に勃発したベトナム戦争に参戦した。 1971年5月5日、韓国海兵隊司令部直轄の航空隊を創設しながら戦力を増強した。海兵隊の航空隊は1973年に解体され、海軍に統合されたが、2021年12月1日に海兵隊航空団として再創設され、海兵隊航空部隊は48年ぶりに復活した。

## 海軍航空隊（統合後）
1973年国防部訓令第157号の発効により海兵隊司令部が解体され、海兵隊航空部隊は1973年5月1日、金海空港で海軍航空隊に統合されて創設された。航空人材125人と航空機23台も海軍に移ってきた。統合された航空隊は1978年浦項空港に基地を移転して駐屯することになる。1986年の改編で「第6航空戦団」となり、今に至る。 UH-1H、UH-60ブラックホーク海上機動ヘリコプター、P-3Cオリオン海上哨戒機、ウェストランドリングス海上作戦ヘリコプターなどを運用している。ウェストランド・リングス・ヘリコプターは2011年1月、清海部隊に沿ってアデン湾の黎明作戦に参加した。インドネシア・エアアジア8501便墜落事故時に1台が急破されるなど6航空せん断をはじめとする海軍は、運用機を大韓民国内外の災害現場にも積極的に投入させている。

## 編成
- 第61海上航空戦隊（浦項）- 戦隊本部 - 611飛行隊隊 (P-3、浦項) - 613飛行隊隊 (P-3、浦項) - 615飛行隊隊 (P-3、済州) - 617飛行隊隊 (P-3、浦項) - 8、浦項）
- 第62海上航空戦隊（鎮海） - 戦隊本部 - 622飛行隊隊 (平沢、AW-159) - 627飛行隊隊(鎮海、Lynx) - 629飛行隊隊 (鎮海、Lynx)大隊（鎮海）- 1艦隊航空隊（東海、鬱陵、 AW-159）- 3艦隊航空隊（済州、木浦、Lynx）
- 第63海上航空戦隊（浦項） - 戦隊本部 - 631飛行隊隊-II）
- 第65軍水戦隊（浦項） - 戦隊本部 - 651整備隊隊 - 653整備隊隊 - 655整備隊隊 - 普及支援隊隊 - 武器支援隊隊
- 第66基地防護戦隊（浦項）
- 第609教育訓練戦隊（木浦） - 戦隊本部 - 第1飛行教育大隊 - 第2飛行教育大隊（浦項）- 海上生還訓練隊（浦項）

## 設備
- P-8
- P-3C
- UH-60
- UH-1
- アグスタウェストランド リンクス